# Premio William B. Coley
El William B. Coley Award for Distinguished Research in Basic and Tumor Immunology, en español, «Galardón William B. Coley para la Investigación Distinguida en Inmunología Básica y Tumoral» es un galardón que otorga el Cancer Research Institute de la Ciudad de Nueva York (una institución del Ludwig Institute for Cancer Research). El galardón lo reciben aquellos que han destacado en las áreas de la investigación de la inmunología básica y tumoral.
El premio está dotado con 5.000 dólares (2011) y hace honor a William B. Coley, quien iniciara la terapia de inmunidad cancerígena, padre también de Helen Coley Nauts, la fundadora del Cancer Research Institute. En su primera edición (1975) fueron galardonados 16 personalidades, considerados como creadores de la inmunología cancerígena.

## Galardonados
- 2017: Thomas F. Gajewski, Rafi Ahmed
- 2016: Ton N. Schumacher, Dan R. Littman[2]
- 2015: Glenn Dranoff, Alexander Y. Rudensky
- 2014: Tasuku Honjo, Lieping Chen, Arlene Sharpe, Gordon Freeman
- 2013: Michael B. Karin
- 2012: Richard A. Flavell, Laurie Glimcher, Kenneth M. Murphy (por sus investigaciones sobre inmunología básica); Carl H. June, Michel Sadelain (por sus investigaciones sobre inmunología tumoral)
- 2011: Philip D. Greenberg, Steven A. Rosenberg
- 2010: Haruo Ohtani, Wolf Hervé Fridman, Jérôme Galon
- 2009: Cornelis J. M. Melief, Frederick W. Alt, Klaus Rajewsky
- 2008: Michael J. Bevan
- 2007: Jeffrey V. Ravetch
- 2006: Shizuo Akira, Bruce A. Beutler (Premio Nobel de Medicina en 2011), Ian H. Frazer, Harald zur Hausen (Premio Nobel de Medicina en 2008)
- 2005: James P. Allison
- 2004: Shimon Sakaguchi, Ethan M. Shevach
- 2003: Jules A. Hoffmann, Charles A. Janeway, Bruno Lemaitre, Ruslan Medzhitov
- 2002: Lewis L. Lanier, David H. Raulet, Mark J. Smyth
- 2001: Robert D. Schreiber
- 2000: Mark M. Davis, Michael Pfreundschuh
- 1999: James E. Darnell, Ian M. Kerr, Richard A. Lerner, George R. Stark, Greg Winter
- 1998: Klas Kärre, Lorenzo Moretta, Ralph M. Steinman
- 1997: Robert L. Coffman, Tim R. Mosmann, Stuart F. Schlossman
- 1996: Giorgio Trinchieri
- 1995: Ferdy J. Lejeune, Malcolm A. S. Moore, Timothy Springer
- 1993: Pamela Bjorkman, John Kappler, Philippa Marrack, Álvaro Morales, Jack Strominger, Don Craig Wiley
- 1989: Howard Grey, Alain Townsend, Emil Unanue
- 1987: Thierry Boon, Rolf M. Zinkernagel (Premio Nobel de Medicina en 1996)
- 1983: Richard K. Gershon
- 1979: Yuang-yun Chu, Zongtang Sun, Zhao-you Tang
- 1978: Howard B. Andervont, Jacob Furth, Earl L. Green, Margaret C. Green, Walter E. Heston, Clarence C. Little, George D. Snell (Premio Nobel de Medicina en 1980), Leonell C. Strong
- 1975: Garry I. Abelev, Edward A. Boyse, Edgar J. Foley, Robert A. Good, Peter A. Gorer, Ludwik Gross, Gertrude Henle, Werner Henle, Robert J. Huebner, Edmund Klein, Eva Klein, George Klein, Donald L. Morton, Lloyd J. Old, Richmond T. Prehn, Hans O. Sjogren